# Robert W. Boyd

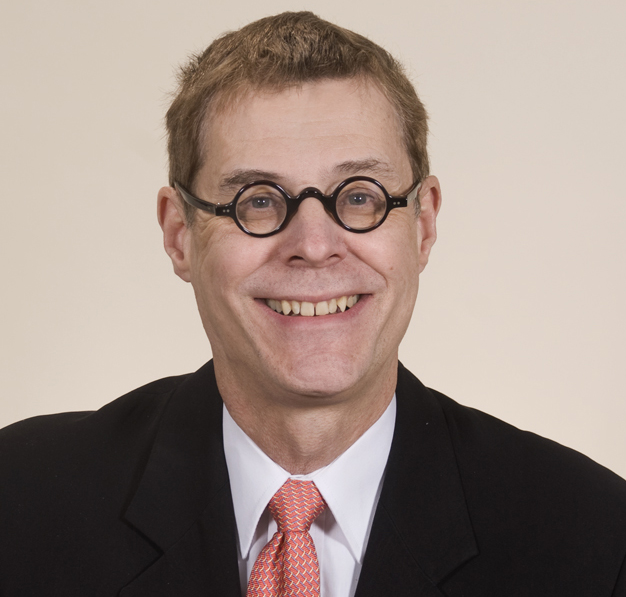
Robert W. Boyd (2010)

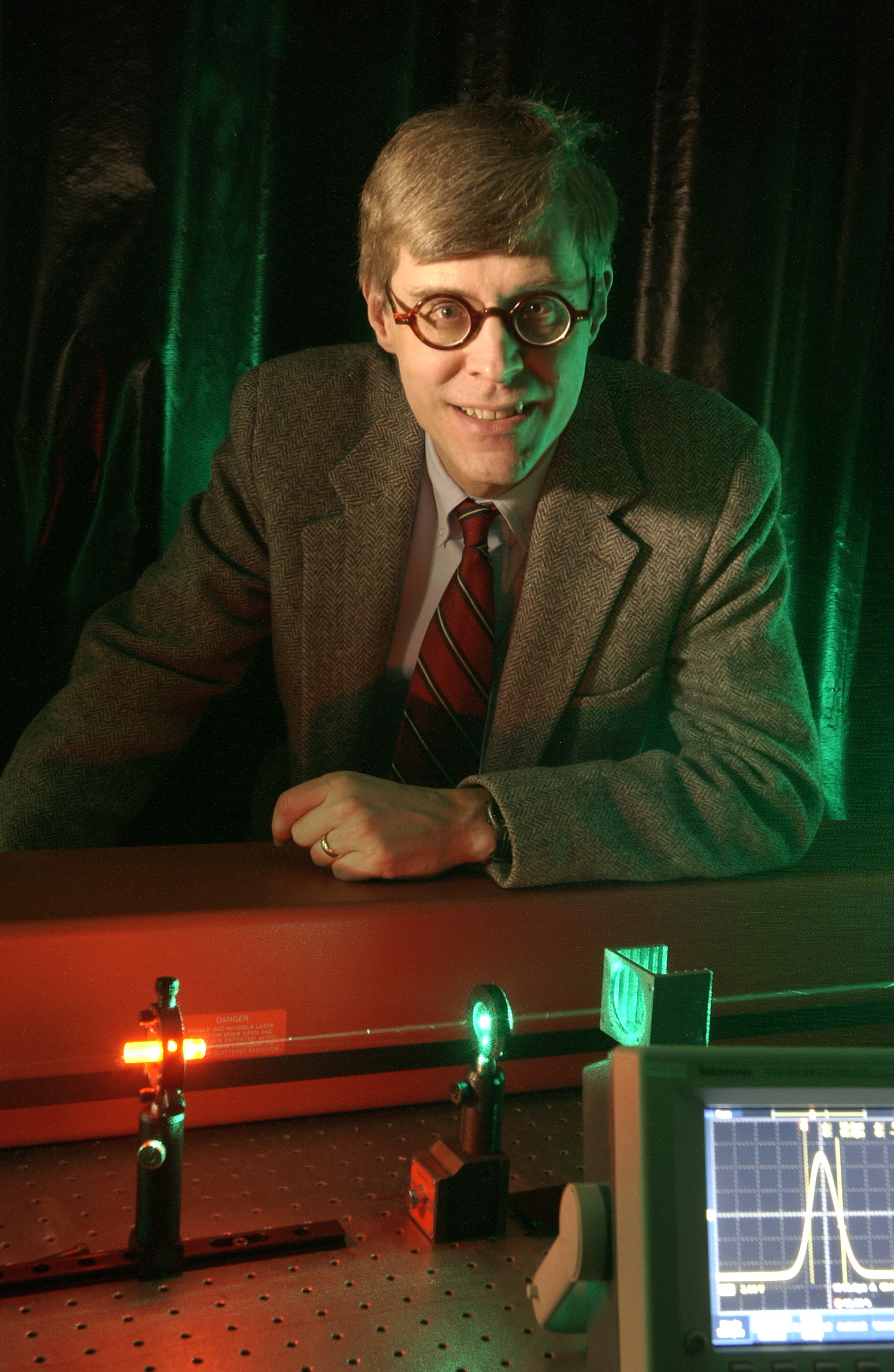
Boyd mit einem Slow Light-Experiment in Rubidium

Robert William Boyd  (* 8. März 1948 in Buffalo, New York) ist ein US-amerikanischer Physiker, der sich mit Nichtlinearer Optik befasst.
Boyd studierte am Massachusetts Institute of Technology mit dem Bachelor-Abschluss 1969 und wurde 1977 an der University of California, Berkeley, bei Charles H. Townes promoviert. 1977 wurde er Assistant Professor und 1987 Professor für Optik an der University of Rochester, wo er ab 2001 M. Parker Givens Professor war. Ab 2010 war er Professor an der University of Ottawa auf einem Canada Excellence Research Chair für nichtlineare Quantenoptik.
Von 1983 bis 1985 war er Gastwissenschaftler am JET Propulsion Laboratory des Caltech, 1987/88 Gastprofessor an der University of Toronto und er war Gastwissenschaftler an der University of Sussex.
Boyd war einer der ersten, der die zuerst in Bose-Einstein-Kondensaten und atomaren Dämpfen demonstrierten Phänomene Slow Light und Fast Light auch in Festkörpern bei Raumtemperatur demonstrierte. Er entwickelte Slow-Light-Methoden basierend auf kohärenten Oszillationen in den Besetzungspopulationen und mit stimulierter Brillouinstreuung und demonstrierte eine Reihe exotischer Effekte wie Rückwärts-Ausbreitung von Licht und erkannte die Möglichkeit, mit Slow Light die spektrale Auflösung von Interferometern zu verbessern.
Boyd ist einer der Mitbegründer des Forschungsfelds Quantum Imaging, in dem Quanteneigenschaften des Lichts wie Quantenverschränkung und gequetschtes Licht dazu verwendet werden, die Auflösung optischer Abbildungen zu steigern.
Er schrieb ein Lehrbuch der Nichtlinearen Optik, untersuchte neuartige zusammengesetzte nichtlineare optische Materialien, wies 1991 experimentell eine von Hendrik Antoon Lorentz als Konsequenz lokaler Felder vorhergesagte Rotverschiebung nach und untersuchte 1981 Vier-Wellen-Mischung in atomaren Dämpfen.
2009 erhielt er den Willis-E.-Lamb-Preis. 2010 erhielt er den Humboldt-Forschungspreis und 2014 den Quantum Electronics Award. Für 2016 wurden ihm der Arthur-L.-Schawlow-Preis für Laserphysik und der Charles Hard Townes Award zugesprochen. Er ist Fellow der Optical Society of America, der American Physical Society und der Royal Society of Canada (2019).
Er ist seit 1971 verheiratet und hat zwei Kinder.

## Schriften
- Nonlinear Optics. 3. Auflage, Elsevier 2008 (zuerst 1991).
- Radiometry and the Detection of Optical Radiation. Wiley 1983.
- als Herausgeber mit Michael G. Raymer, L. M. Narducci: Optical Instabilities. Cambridge University Press 1986.
- als Herausgeber mit Govind P. Agrawal: Contemporary Nonlinear Optics. Academic Press 1992.
- als Herausgeber: Self-focusing: past and present; fundamentals and prospects. Springer Verlag 2009.